# Tucayaca coeruleipes
Tucayaca coeruleipes är en insektsart som beskrevs av Roberts 1977. Tucayaca coeruleipes ingår i släktet Tucayaca och familjen gräshoppor. Inga underarter finns listade i Catalogue of Life.